# Esteio
Esteio este un oraș în Rio Grande do Sul (RS), Brazilia.